# 不需要約定
《不需要約定》（約束はいらない），是坂本真綾的出道單曲。

## 作品簡介
- 為坂本真綾身為歌手的出道作。當時坂本還是個無名的聲優，但同曲成為了電視動畫「聖天空戰記」的片頭曲，也因此提高了她的知名度。之後錄製的「指輪」也成為了劇場版動畫「聖天空戰記」的主題曲。
- 聖天空戰記的片頭曲一開始還找不到適當的人選來演唱，菅野聽到傳聞「配女主角的人選似乎是第一次擔任動畫的配音，而且還是女高中生」後便請坂本錄demo帶。在試聽她的歌聲後，菅野決定由坂本來唱片頭曲。[1]
- Ｂ面單曲「ともだち」在之後推出的第一張專輯『グレープフルーツ』中不但改曲名為「MY BEST FRIEND」，歌詞也全變成英文。

## 收錄曲
（全作詞：岩里祐穗／作曲・編曲：菅野洋子）
1. 約束はいらない
  - 電視動畫『聖天空戰記』的片頭曲。
2. ともだち
  - 電視動畫『聖天空戰記』的插入曲。
3. 約束はいらない（オリジナル・カラオケ）
4. ひとみのタロット占い（BONUS TRACK）

## 關聯項目
- 聖天空戰記
- 菅野洋子

## 註解
1. ↑  出自：誕生日刊 坂本真綾 0331的訪談。（Page 22）

## 外部連結
- （日語）單曲官網（页面存档备份，存于）